# Dutch-Paris
 (novembre 2024).

Dutch-Paris est un des principaux réseaux de la Résistance européenne qui s'est constitué durant la Seconde Guerre mondiale. Son nom vient du fait qu'il était animé par des Hollandais et que l'un de ses dirigeants opérait principalement à Paris.

## Histoire
Il a été fondé par Herman Laatsman, un diplomate hollandais, et Johan Weidner, industriel lyonnais, fils de pasteur adventiste. Le réseau travaillait en liaison étroite avec Londres. L'action de Laatsman est connue de manière précise par le rapport qu'il a adressé en 1945 à la Reine de Hollande, après sa libération des camps de Buchenvald et Dora. Selon la biographie publiée à la mort de Weidner par le New York Times, le Réseau Dutch-Paris a sauvé près de 800 juifs et plus de 100 aviateurs alliés pendant la Seconde Guerre mondiale.
Le responsable des horaires des trains et des heures de départ à la Gare du Nord à Paris, Jean Michel Caubo était membre du réseau. Son bureau est devenu un havre sûr pour les réfugiés à partir duquel il les a guidé à voyager ailleurs. Au total, on estime que 1 080 personnes ont ainsi pu s’échapper des Pays-Bas, dont environ 800 juifs. Les autres étaient 112 aviateurs de la Royal Air Force et d’autres cibles nazies ( 170 ), la plupart d’entre eux étant cherchées en raison de leur travail pour la Résistance néerlandaise. Jean Michel Caubo les a accueilli tous.
La stratégie et l'action de Dutch-Paris est décrite en détail par WW2 Escape Line Memorial Society. D'après les résultats des recherches scientifiques menées aux États-Unis par Megan Koreman, la liste exacte des pilotes ayant été répertoriés comme sauvés par Dutch-Paris comprend 142 noms.
Le réseau faisait également du renseignement pour le gouvernement néerlandais en exil à Londres. Il n'était pas exclusivement composé de Hollandais et comprenait, en majorité, des Français et des personnalités de diverses origines, dont le grand résistant allemand Karl-Heinz Gerstner. Ses membres travaillaient en collaboration étroite avec d'autres réseaux de résistants français (faux-papiers, passeurs, planques...).

## Personnages marquants

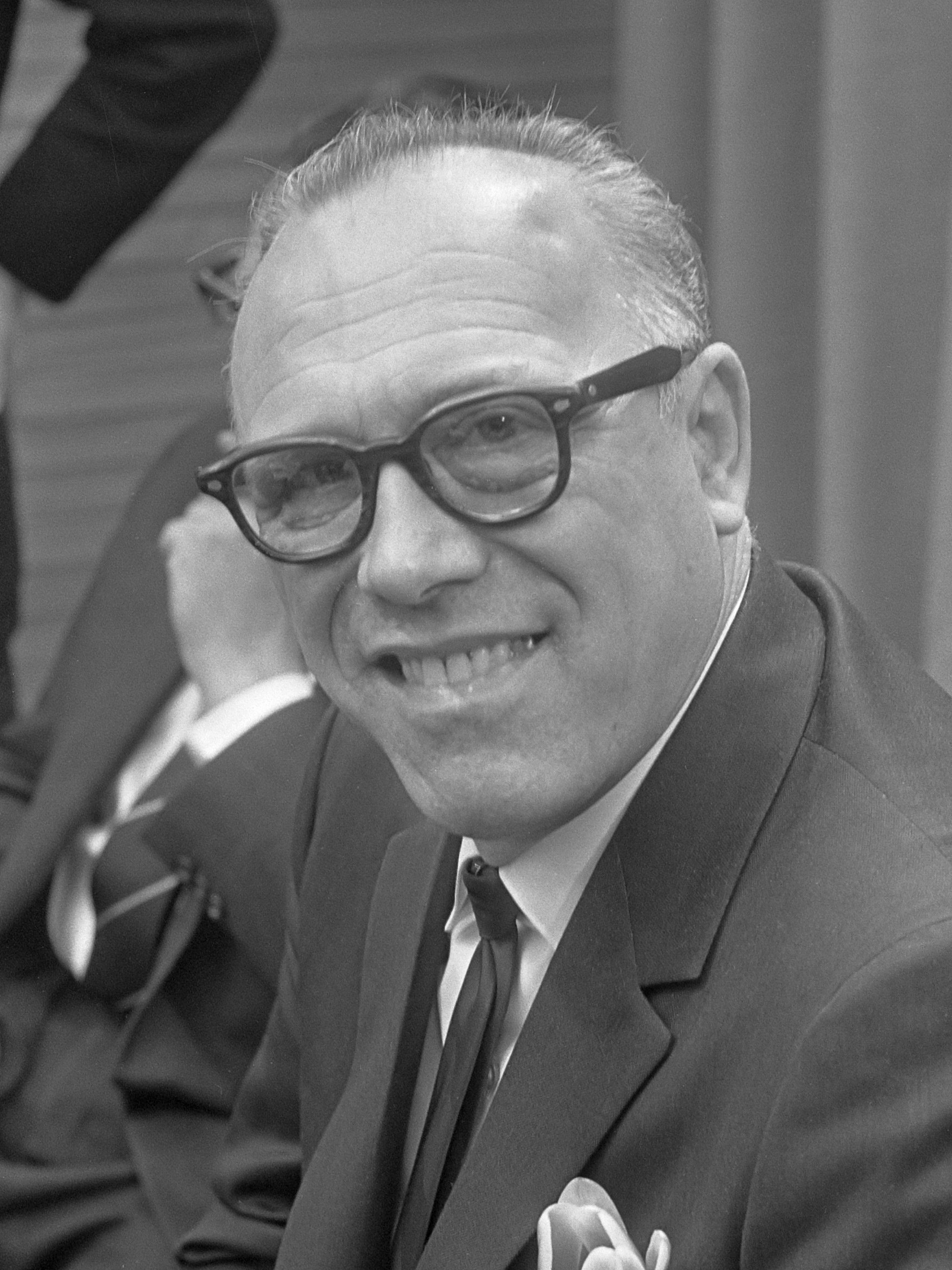
Cofondateur Johan Hendrik Weidner, 1967

- Herman Laatsman, diplomate hollandais, fondateur du mouvement
- Johan Hendrik Weidner, cofondateur du mouvement
- Marie-Louise Meunier, recrutée par ce dernier, morte en déportation
- Suzanne Hiltermann, une des personnalités du Réseau les plus connues en France. Parlant allemand, anglais, français, néerlandais, son activité principale a été le rapatriement des pilotes américains tombés en France sous le feu de la DCA allemande en liaison avec les autres mouvements français de résistance.

Suzanne Hiltermann, Herman Laatsman de Bailleul et Johan Hendrik Weidner ont été décorés de la Medal of Freedom par Harry Truman, Président des États-Unis, pour les services rendus à la cause alliée et à la nation américaine.
- Benjamin (Benno) Nykerk, homme d'affaires hollandais établi en Belgique qui fut aussi membre du CDJ (le Comité de défense des Juifs en Belgique). Il fut arrêté en mars 1944, fut déporté et mourra au camp de Neuengamme[3].

## L'évasion de Victor Ferrari
Le 13 novembre 1943 vers 13:00, le B-26 décroche de sa formation. Il descend de plus en plus rapidement. Les moteurs émettent des vibrations inquiétantes. Son navigateur, Victor Ferrari, s'inquiète auprès du pilote. Prépare la sortie mais n'ouvre pas la trappe jusqu'à nouvel ordre ! lui crie ce dernier. Deux TW surgissent. Le pilote demande l'appui des appareils de combat de la flotte. Les P47 les chassent immédiatement  (The navigator's odyssey).
Quand Victor lève les yeux à nouveau, le cockpit a volé en éclats. Regardant vers le bas, il note que le sol se rapproche à grande vitesse. Il décide de quitter l'appareil. Mais la trappe de sortie est gelée par le froid. Il ne parvient pas à la débloquer. Le bombardier vole à présent en dessous des 1 000 pieds. Il faut sortir à tout prix ! Victor se précipite dans le vide en empruntant la baie réservée aux bombes. L'air est glacial. Il tire trois fois sans succès sur le cordon d'ouverture de son parachute. Celui-ci refuse de s'ouvrir. Une dernière fois, il tire de toutes ses forces avec ses deux mains agrippées sur le cordon, la voilure se déploie enfin, lentement, très lentement.
Le parachute n'a pas achevé son déploiement quand ses pieds heurtent le sol, avec une grand brutalité ; le parachute, à peine ouvert, retombe sur lui et le recouvre entièrement. Il se dégage et entrevoit un canal. De l'autre côté, deux autres membres de l'équipage sont déjà là, entourés d'un groupe de civils. Malgré ses blessures, après s'être débarrassé de son lourd fardeau d'équipements qu'il dissimule dans un buisson, Victor plonge dans le canal glacé. Il rejoint les autres rescapés. Ne restez pas là ! Les Allemands vont venir, leur crie en langue anglaise un garçon hollandais. Le groupe de civils leur prête des bicyclettes.
Grâce à Eichelbaum, le garçon hollandais qui les conduit, ils atteignent une ferme. Le propriétaire, qui les accueille, ne parle pas anglais. Il les nourrit, leur donne des vêtements civils et les loge.
Quelques jours plus tard surgit un autre Hollandais. Victor apprendra plus tard qu'il se nomme Peter Van Den Hurk. Peter doit d'abord les interroger. Il leur explique pourquoi: Les Allemands parachutent des faux pilotes. Nous les ramassons, croyant qu'ils sont américains. On les amène ensuite avec nous jusqu'aux Pyrénées. Là les Allemands nous arrêtent et démantèlent notre réseau. Cela nous est arrivé plusieurs fois. Alors, on est prudents..."  Après l'interrogatoire qui porte essentiellement sur la connaissance de l'Angleterre et de la ville de Londres, il valide leur statut d'équipage américain.
Ils sont désormais entièrement pris en charge par l'organisation du réseau Dutch-Paris. De nombreux jours sont passés dans leur cachette hollandaise. Puis le réseau (Joke Folmer) les escorte jusqu'à Bruxelles, en franchissant la frontière près de Maastricht. Le groupe d'aviateurs américains est rejoint par d'autres pilotes.
Instruction leur est donnée de ne parler à aucun prix, même si des soldats allemands les interrogent. Lorsqu'un soldat allemand demande à Victor du feu pour sa cigarette, ce dernier s'exécute sans dire un mot. À Bruxelles, un nouveau guide les prend en charge à bord du train Berlin-Paris. Le train arrive à Paris, avec pas mal de retard dû aux raids aériens.
Le guide est accueilli à la gare par quelqu'un qu'il semble bien connaître. Il apprend que la réservation de l'hôtel ne fonctionne pas. Son interlocuteur le quitte. Le guide s'engage avec le groupe de pilotes dans le métro à la Gare du Nord. À la sortie, il propose au groupe de tourner dans les rues et revenir au même point toutes les demi-heures. Pendant ce temps il va chercher de nouveaux relais. Victor repère à côté une grande église blanche (probablement Montmartre).
Après de très nombreux tours, le guide revient. Il dit qu'il va prendre le risque de demander à des hommes d'affaires d'inviter le groupe à déjeuner. Ils sont 10 Américains et 2 Anglais. Ces hommes d'affaires les invitent en effet. Ils ont toutefois la prudence de ne pas partager la même table. Victor mange des escargots pour la toute première fois de sa vie.
Ensuite, les tours dans les rues reprennent jusque vers 18 heures 30. À ce moment-là, le guide revient avec une jeune fille. Elle va vous escorter à une ferme située hors de la ville, leur dit-il. Ils reprennent le métro, puis un train. De là, la jeune fille les conduit à la ferme prévue où ils vont rester deux semaines, jusqu'à ce qu'une nouvelle personne intervienne : Vous retournez à Paris. Le réseau va vous prendre en charge. Vous allez reprendre le train. Sur le quai de la gare un prêtre vous attendra. La personne montre une photographie du prêtre. Ne marchez pas ensemble, poursuit-elle. Victor, tu marcheras sur le trottoir de gauche. Eddie tu marcheras de l'autre côté.
C'est Herman Laatsman qui a prévenu le prêtre de la rue Lhomond. Il a également organisé les arrangements nécessaires avec le concierge de l’École Normale Supérieure pour qu'elle puisse les accueillir dans ses sous-sols. Le prêtre est là comme prévu pour conduire les divers équipages réunis par Dutch-Paris. Ils se rendent à pied à l’École. Le chemin paraît interminable à Victor. Il a de la peine à marcher, à la suite des blessures non guéries, de sa chute en Hollande.
À l’arrivée, le prêtre enlève sa robe. Il découvre les deux énormes jambons qui sont cachés dessous. Il les offre à la compagnie avant de prendre congé. Une femme les fait descendre à la cave par une échelle. Ils vont devoir passer là plusieurs jours, sans aucun confort. Ils attendent en se racontant des histoires ou en jouant aux cartes. Victor ne va pas bien. Sa jambe s'infecte de plus en plus.
À la suite de plusieurs visites, la femme, qui s'appelle Suzanne Hiltermann, alias Touty, revient. Elle distribue les vrais faux-papiers qu'elle a fait fabriquer par le réseau, après avoir amené chacun des rescapés, un par un, au photomaton du boulevard Saint-Michel. Elle les prévient: Demain on bouge. Maintenant, écoutez-moi attentivement. Le dernier groupe que nous avons déplacé a été pris et nous avons perdu les meilleurs de nos gens. La perte de nos guides est liée au fait qu'un des rescapés ne nous avait pas prévenu qu'il ne pourrait pas marcher durant 35 heures. Maintenant, je vous le demande, si l'un d'entre vous ne se sent pas capable de marcher aussi longtemps dans des circonstances difficiles, qu'il le dise tout de suite.
Personne n'ose piper mot. Ses compagnons regardent Victor, mais ne veulent pas le dénoncer. Finalement Victor prend la parole : Ma'am, j'aurais peut-être des difficultés. Je vais avoir besoin d'un aide. À quoi, Touty répond: Je serais là demain à 5h00 du matin pour te ramasser. J'aurai un médecin.
Elle revient le lendemain avec le médecin et une femme d'une cinquantaine d'années. Ni l'un ni l'autre ne parlent anglais. Touty traduit. Victor est gêné de devoir se déshabiller devant deux femmes. Ce n'est pas le moment de se préoccuper de ces choses là, lui déclare Touty. Il retire son pantalon. Le médecin l'examine rapidement puis secoue la tête en fronçant les sourcils.
Après avoir échangé quelques mots avec le médecin, Touty se tourne vers Victor et lui dit: Tu n'es pas en état de partir. Tu vas aller habiter l'appartement de la femme ici présente. Je t'amènerai moi-même à Toulouse dès que tu seras rétabli. En attendant tu auras une salle de bains et un gramophone. Cette femme est une infirmière. Elle te traitera bien. Avant de quitter l'école, Victor veut retourner à la cave pour dire au revoir à ses compagnons. Touty s'y oppose: Nous n'avons pas le temps. Tu dois partir immédiatement.
Micheline Goestchel héberge Victor dans son appartement rue Jasmin à Paris. Le réseau lui procure de nouveaux habits. Après deux semaines, comme promis, Touty vient rechercher Victor pour le conduire à Toulouse par le train de nuit. À Toulouse, ils rejoignent d'autres aviateurs. Victor leur demande de faire moins de bruit car ils mettent en danger la sécurité du groupe. Touty les confie à son contact de Toulouse, M. Moen (Edward Chait, un personnage clé du réseau Dutch-Paris). Elle retourne à Paris où elle apprend qu'un membre du réseau vient d'être arrêté. Touty fonce vers son appartement, rue du Laos, pour détruire tous les documents compromettants. Elle y sera arrêtée. Torturée par la Gestapo, elle ne parlera pas. Elle sera détenue à Romainville et à Fresnes, avant d'être déportée par les Allemands au camp de Ravensbruck.
Pendant ce temps, le groupe de Victor séjourne à Toulouse. Il attend que les passeurs trouvent un moment favorable pour la traversée de la chaîne de montagne.
Cette dernière vient enfin. Elle s'avère longue et très difficile : humidité, froid, faim, terrible faim, manque de sommeil... Arrivés en Espagne après des jours et des nuits de marche, Victor et son groupe rencontrent un berger espagnol. Ce dernier les met en garde contre les Allemands déguisés en civil qui, partout, les recherchent. Les guides les amène via des lignes de bus ordinaires jusqu'à Lerida. Le 19 mars 1944, des employés de l'ambassade américaine les accueillent à leur descente du bus. Victor atteint Gibraltar le 23 avril 1944.
Le 27 avril 1944, il est de retour au Royaume-Uni.

## Sources et références
- (en) Herbert Ford, Flee the captor : The story of the Dutch-Paris underground and its compassionate leader, John Henry Weidner, Review and Herald Publishing Association, 1994 (1re éd. 1966), 373 p. (ISBN 0-8280-0882-5, lire en ligne)

1. ↑  Biographie publiée de Johan Hendrik Weidner par le New York Times
2. ↑  Hans de Beaufort Escaping Nazi Holland
3. 1 2  Lucien Steinberg, Le Comité de défense des Juifs en Belgique 1942-1944, Bruxelles, Editions de l'Université de Bruxelles, 1973, 198 p., page 75

- L'historienne américaine, Megan Koreman, a mené une recherche approfondie sur ce réseau. Une partie de ses travaux est publiée sur le blog Dutchparis http://dutchparisblog.com/?p=82.
- Kurt Ganter: A Heart Open to the Suffering of Others - The John Henry Weidner Story pdf, The Journal of Adventist Education, 2013.
- Megan Koreman: Ordinary Heroes of the Nazi Occupation: The Dutch-Paris Escape Line, Bloomsbury Academic, 11. August 2016,  (ISBN 978-1474263931).